# Confounding

I exemplet finns inget beroende mellan variabel eller påstående X och Y. Emellertid kan det finnas en dold faktor Z som förorsakar både X och Y, och därför kallas confounder. Z kan ge upphov till statistisk korrelation mellan X och Y. Om man inte kontrollerar Z finns risk för den felaktiga slutsatsen att det finns en relation mellan X och Y.

Confounding (svenska: sammanblandning av orsaksfaktorer, ibland snedvridning) är en term inom forskningsmetodik som betecknar okontrollerade eller okända variabler som samvarierar med både beroende och oberoende faktorer. De faktorer som orsakar confounding brukar kallas confounders, förväxlingsfaktorer eller störfaktorer (ibland även snedvridande faktorer). De störfaktorer som finns kvar efter att anpassningar gjorts för att ta hänsyn till confounding brukar kallas residual confounders.
Störfaktorer är faktorer som kan ge upphov till statiska samband mellan variabler utan att det finns direkta orsakssamband. Confoundingvariabler kan vara svåra att känna igen och mäta i vetenskapliga studier. Att inte ta hänsyn till dem kan då leda till felaktiga slutsatser i studien. Det är därför viktigt att försöka förutse och ta hänsyn till sådana faktorer så att påverkan i den statistiska beräkningen minskas. I synnerhet vid epidemiologiska studier och annan analys av befolkningsstatistik måste risken för confounding beaktas. Vid kontrollerade randomiserade experiment är risken mindre.
Exempel:
En publikation i Nature 1999 visade att små barn som sov i rum med lyset tänt tenderade att utveckla närsynthet senare i livet oftare än de som sov i mörkare rum. Sambandet frestade forskarna att dra slutsatsen att nattljuset bidrog till synproblem. En senare studie visade däremot att det fanns en förbisedd confoundingvariabel; föräldrar till barn som utvecklade närsynthet hade ofta själv synproblem och detta gjorde att de tenderade lämna barnrummet belyst på nätterna.